# Parafia greckokatolicka św. Michała Archanioła w Kulasznem
Parafia Greckokatolicka św. Michała Archanioła w Kulasznem – parafia greckokatolicka w Kulasznem, w dekanacie sanockim archieparchii przemysko-warszawskiej. Założona w 1962.